# Leonardo Mármol
Leonardo del Mármol y Tamayo (Holguín, Cuba, 1 de noviembre de 1836 - Santiago de Cuba, Cuba, 3 de junio de 1886), fue un terrateniente y militar cubano del siglo XIX. 
Hermano del Mayor general Donato Mármol y primo del Brigadier Eduardo Mármol, ambos muertos en la Guerra de los Diez Años (1868-1878). Participó en la Protesta de Baraguá (1878) y la Guerra Chiquita (1879-1880). 

## Orígenes y primeros años
Nació en la ciudad de Holguín, en el nororiente de Cuba, el 1 de noviembre de 1836. Hijo del capitán de infantería Don Raimundo Mármol y Doña Clotilde Tamayo, ambos de familia de alta posición social. 
Tres años después, en 1841, la familia se traslada a la ciudad de Santiago de Cuba, donde nace su hermano pequeño, Donato Mármol. 
Se casó dos veces. La primera vez, con Liberata Castillo Calero, con quien tuvo una hija. La segunda vez, contrajo matrimonio con Emilia Fonseca, con quien tuvo dos hijos varones.

## Guerra de los Diez Años y Guerra Chiquita
El 10 de octubre de 1868, estalla la Guerra de los Diez Años (1868-1878), primera guerra por la independencia de Cuba y los hermanos Mármol se incorporan inmediatamente a ella. 
Donato es nombrado Mayor general del Ejército Mambí en poco tiempo, falleciendo de enfermedad en 1870, en plena guerra. 
Mientras tanto, Leonardo es ascendido a Coronel en 1872. Combatió bajo las órdenes de los generales Calixto García y Antonio Maceo. 
El 10 de febrero de 1878, algunos jefes cubanos firmaron, junto a las autoridades coloniales españolas, el Pacto del Zanjón, que puso fin a la guerra, sin reconocer la independencia de Cuba. Muchos oficiales cubanos se opusieron a dicho pacto y se agruparon en torno al Mayor general Antonio Maceo para continuar la guerra. El Coronel Leonardo Mármol fue uno de ellos. 
Participó en la Protesta de Baraguá contra el Pacto del Zanjón. Tras esta, se acordó que todos los oficiales cubanos que tomaron parte fuesen ascendidos al grado militar inmediato superior, por lo cual, Leonardo Mármol fue ascendido a General de Brigada (Brigadier). 
Sin embargo, la guerra ya estaba perdida y el Brigadier Mármol, como los demás, depuso las armas el 29 de mayo de 1878. 
No obstante, a pesar de este hecho, se involucró en la organización y preparación de la segunda guerra independentista: La Guerra Chiquita (1879-1880), la cual también fracasó para los cubanos.

## Últimos años y muerte
Leonardo del Mármol fue el único superviviente de su familia a la Guerra de los Diez Años (1868-1878). 
Tras muchos años de guerra y sufrimientos, su salud se hallaba muy quebrantada hacia la década de 1880, por lo que, sumido en la miseria, terminó falleciendo de tuberculosis, en la ciudad de Santiago de Cuba, el 3 de junio de 1886, a la edad de 49 años. 